# Opel Signum
Opel Signum був розроблений і виготовлений компанією Opel в Німеччині в період між 2003 і 2008 роками. Він продавався тільки в Європі. У Великій Британії він був відомий під маркою Vauxhall Signum. Signum значною мірою побудований на базі Opel Vectra і використовує платформу GM Epsilon, на базі якої також створений Vectra Caravan.

## Опис

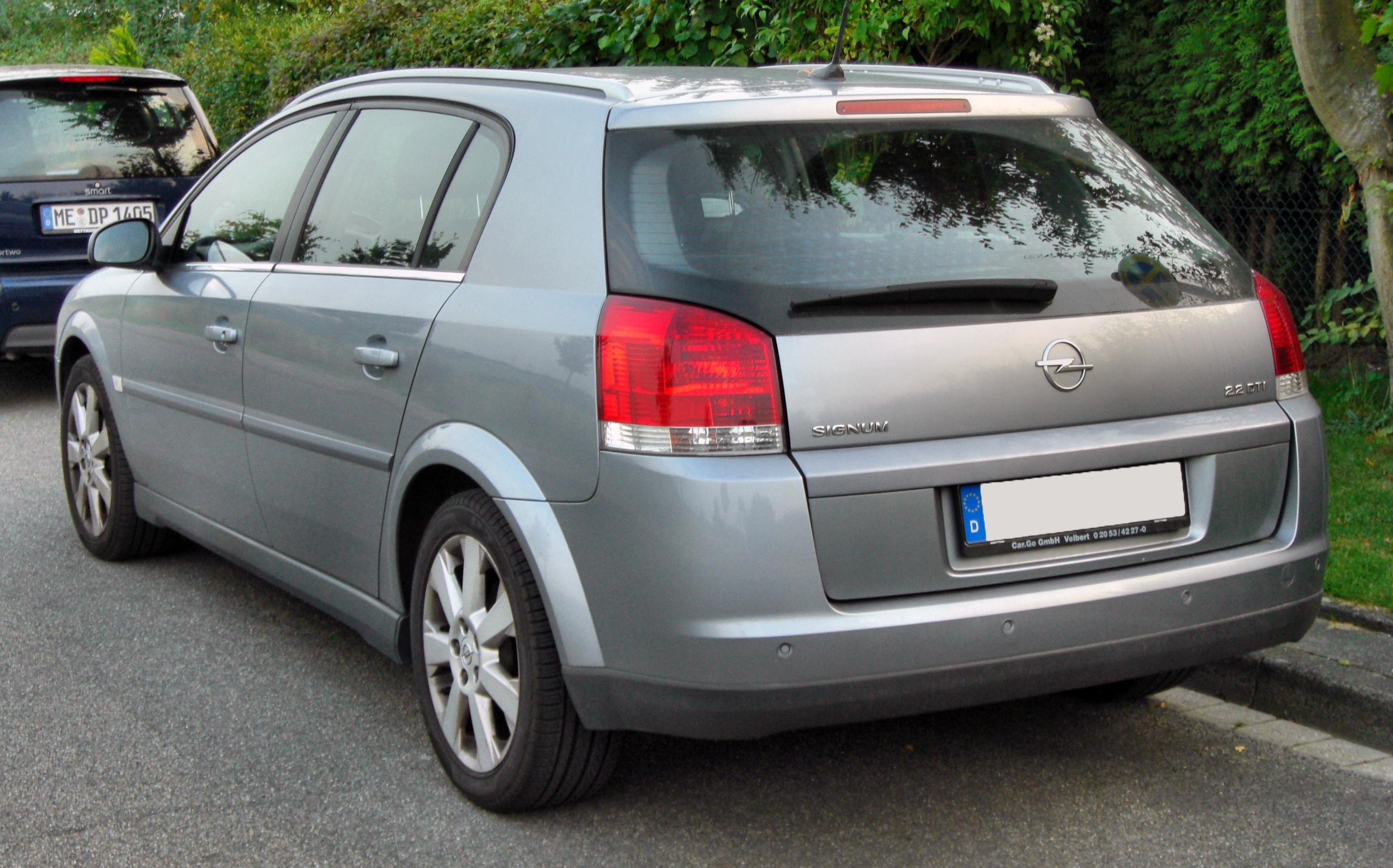
Opel Signum (2003-2005)

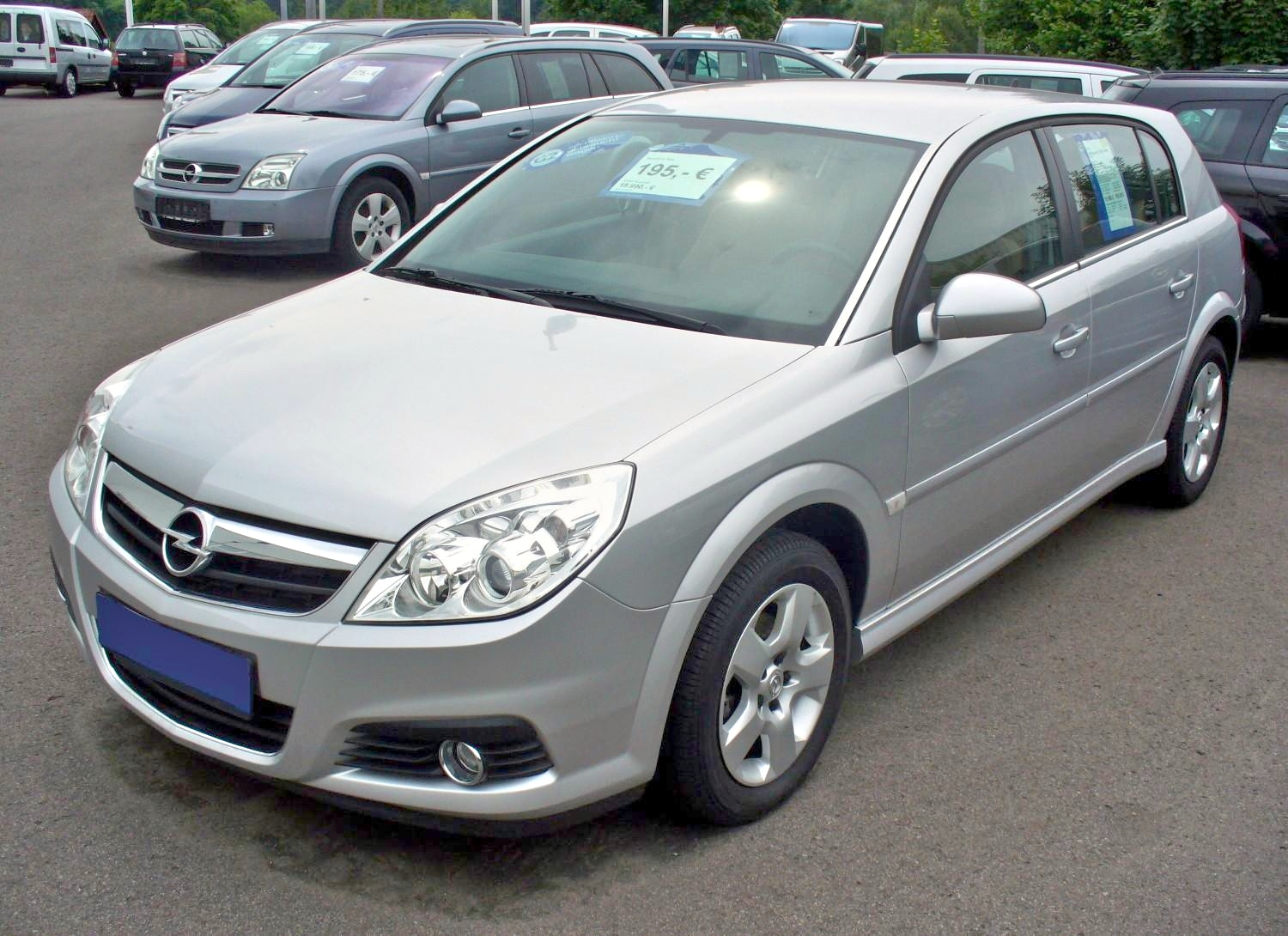
Opel Signum (2005-2008)

Автомобіль заснований на незвичайній концепції, це дуже великий хетчбек з майже вертикальними задніми дверима. За розмірами Signum знаходиться між традиційним великим сімейним і представницьким класами автомобілів. На більшості ринків Signum дорожче, ніж Opel Vectra, але дешевше Audi A6.
У Північній Америці General Motors пропонував аналогічний транспортний засіб, заснований на концепції і платформі Signum, під назвою Chevrolet Malibu Maxx.
У 2005 році модель оновили. Було значно підвищено якість рульового управління. Крім цього, інженери оснастили хетчбек новою підвіскою, яка робить їзду комфортніше, а також зменшує крен кузова при поворотах. Стійкість автомобіля і плавність ходу забезпечується його довгою колісною базою - 2830 мм. Ще один акцент був зроблений на безпечності хетчбека, так Signum оснащений повнорозмірними подушками безпеки, як фронтальними, так і бічними, і шторками безпеки. Гальмівна система представлена дисковими вентильованими гальмами спереду і дисковими ззаду. 
Стандартна комплектація моделі Signum досить ґрунтовна і включає в себе: антиблокувальну систему гальм, систему управління тиском гальм, систему розподілу гальмівних зусиль, систему динамічної стабілізації, передні і задні шторки безпеки, передні подушки безпеки, передні бічні подушки безпеки, передні активні підголівники, систему кріплення дитячого сидіння, замок «від дітей», кондиціонер, передні і задні електросклопідйомники, тоновані стекла, задній склоочисник, круїз-контроль, бортовий комп'ютер, підсилювач керма, CD-чейнджер, електропривод і підігрів дзеркал.
З березня 2008 року Vauxhall Signum більше немає в прайс-листі Vauxhall, виробництво цих автомобілів з правим кермом було припинено.
Signum і Vectra були замінені в кінці 2008 року автомобілем Opel Insignia.

## Двигуни

### Бензинові
| Модель       | Тип    | Об'єм    | Циліндри/Клапани | Потужність (кВт (к.с.) при об/хв) | Крутний момент (Нм при об/хв) | Роки виробництва |
| ------------ | ------ | -------- | ---------------- | --------------------------------- | ----------------------------- | ---------------- |
| І4           |        |          |                  |                                   |                               |                  |
| 1.8          | Z18XE  | 1796 cm³ | І4 16V           | 90 (122) / 6000                   | 167 / 3800                    | 2003–2005        |
| 1.8          | Z18XER | 1796 cm³ | І4 16V           | 103 (140) / 6300                  | 175 / 3800                    | 2005–2008        |
| 2.0 Turbo    | Z20NET | 1998 cm³ | І4 16V           | 129 (175) / 5500                  | 265 / 2500–3800               | 2003–2008        |
| 2.2 direct   | Z22YH  | 2198 cm³ | І4 16V           | 114 (155) / 5600                  | 220 / 3800                    | 2003–2008        |
| V6           |        |          |                  |                                   |                               |                  |
| 2.8 V6 Turbo | Z28NEL | 2792 cm³ | V6 24V           | 169 (230) / 5500                  | 330 / 1800–4500               | 2005–2006        |
| 2.8 V6 Turbo | Z28NET | 2792 cm³ | V6 24V           | 184 (250) / 5500                  | 350 / 1800–4500               | 2006–2008        |
| 3.2          | Z32SE  | 3175 cm³ | V6 24V           | 155 (211) / 6200                  | 300 / 4000                    | 2003–2005        |

### Дизельні
| Модель      | Тип    | Об'єм    | Циліндри/Клапани | Потужність (кВт (к.с.) при об/хв) | Крутний момент (Нм при об/хв) | Роки виробництва |
| ----------- | ------ | -------- | ---------------- | --------------------------------- | ----------------------------- | ---------------- |
| І4          |        |          |                  |                                   |                               |                  |
| 1.9 CDTI    | Z19DTL | 1910 cm³ | І4 8V            | 74 (100)                          | 260 / 1700–2500               | 2005–2008        |
| 1.9 CDTI    | Z19DT  | 1910 cm³ | І4 8V            | 88 (120)                          | 280 / 2000–2750               | 2004–2008        |
| 1.9 CDTI    | Z19DTH | 1910 cm³ | І4 16V           | 110 (150)                         | 320 / 2000–2750               | 2004–2008        |
| 2.0 DTI     | Y20DTH | 1995 cm³ | І4 16V           | 74 (100)                          | 230 / 1500–2500               | 2003–2004        |
| 2.2 DTI     | Y22DTR | 2172 cm³ | І4 16V           | 92 (125)                          | 280 / 1500–2500               | 2003–2004        |
| V6          |        |          |                  |                                   |                               |                  |
| 3.0 V6 CDTI | Y30DT  | 2958 cm³ | V6 24V           | 130 (177)                         | 370 / 1900–2800               | 2003–2005        |
| 3.0 V6 CDTI | Z30DT  | 2958 cm³ | V6 24V           | 135 (184)                         | 400 / 1900–2700               | 2005–2008        |